# Марта Арендзее
Марта Арендзее (нім. Martha Arendsee; 29 березня 1885, Берлін — 22 травня 1953, Східний Берлін) — німецька феміністка і ліва політична діячка.

## Життєпис
Народилася в родині друкаря.
Закінчивши школу і комерційне училище, з 18 років мала каліцтва, працювала понад десять років у берлінському товаристві. Рано захопившись політикою, в 1906 році вступила в Соціал-демократичну партію і відповідала в 1907—1916 роках за роботу з жінками в Берліні. У 1915 році супроводжувала Клару Цеткін на Міжнародну жіночу конференцію в Берні. В 1917 році перейшла в Незалежну соціал-демократичну партію Німеччини і в 1920 році виступала за об'єднання з Комуністичною партією. У 1921—1924 роках досвідчена в соціально-політичній роботі Марта Арендзее була депутаткою установчих зборів Пруссії, у 1921—1924 роках обиралася в прусський ландтаг, у 1924—1930 роках була депутаткою рейхстагу.
У 1922—1923 роках Арендзее працювала секретаркою з питань жінок у берлінському відділенні КПГ і редакторкою журналу «Комуністка» (нім. Die Kommunistin). Пізніше працювала в профспілкової комісії, в редакції журналу «Пролетарська соціальна політика» (нім. Proletarische Sozialpolitik) і з 1925 року — Міжнародної робітничої допомоги. У 1930 році кандидатура Марти Арендзее, яка симпатизувала «правому» крилу в партії, що складалося з виключених з партії колишніх голів Августа Тальгеймера і Генріха Брандлера, на виборах у рейхстаг не розглядалася.
Після приходу до влади націонал-соціалістів у 1933 році Марта Арендзее була засуджена до шести місяців ув'язнення за свою політичну діяльність. У 1934 році Арендзее емігрувала через Прагу і Париж в СРСР. У Москві Арендзее працювала в соціально-економічному відділі Червоного інтернаціоналу профспілок, завідувала Клубом іноземних робітників. З 1941 року працювала на Московському радіо. Чоловік Арендзее Пауль Швенке, з яким вона проживала в СРСР, був заарештований в роки сталінських репресій і довгі роки перебував в ув'язненні. Арендзее стала єдиною жінкою серед засновників Німецького комітету «Вільна Німеччина».
Після війни Арендзее повернулася до Німеччини у квітні 1945 року разом з групою політемігрантів з Вільгельмом Піком на чолі. Як членкиня ЦК КПГ і керівництва СЄПН, Арендзее знову зайнялася роботою з жінками. З серпня 1945 року Арендзее була в жіночому комітеті Берлінського магістрату і керувала у 1948—1950 роках відділом соціальної політики в Об'єднанні вільних німецьких профспілок. У 1949—1950 роках була головою берлінського управління соціального страхування.
Похована в Меморіалі соціалістів на Центральному кладовищі Фрідріхсфельде.